# Smilovy Hory
Smilovy Hory är en ort i Tjeckien.   Den ligger i regionen Södra Böhmen, i den centrala delen av landet, 70 km sydost om huvudstaden Prag. Smilovy Hory ligger 647 meter över havet och antalet invånare är 441.
Terrängen runt Smilovy Hory är platt österut, men västerut är den kuperad. Smilovy Hory ligger uppe på en höjd. Runt Smilovy Hory är det ganska glesbefolkat, med 24 invånare per kvadratkilometer. Närmaste större samhälle är Vlašim, 18,9 km norr om Smilovy Hory. Omgivningarna runt Smilovy Hory är en mosaik av jordbruksmark och naturlig växtlighet.